# استحکامات کوه آچاسان
استحکامات منطقه آچاسان (峨嵯山 一帶 堡壘群) مجموعه‌ای از دژهای تاریخی هستند که در کوه آچاسان کشف شده‌اند و به دوره‌ی سه پادشاهی کره بازمی‌گردند. بیش از نیمی از این سازه‌ها به پادشاهی گوگوریو تعلق دارند و شواهدی از حضور نظامی و استراتژیک این پادشاهی در این منطقه ارائه می‌دهند.
این مجموعه شامل ۱۸ قلعه است که از جمله‌ی آن‌ها می‌توان به قلعه‌های اول تا ششم آچاسان، قلعه‌های اول تا ششم یونگ‌ماسان، قلعه‌های اول و دوم هونگ‌ریون‌بونگ، دژهای سیرو‌بونگ، سوراک‌سان و مانگ‌وو‌سان اشاره کرد.
این استحکامات در تاریخ ۵ اکتبر ۲۰۰۲ به‌عنوان بنای یادبود شماره ۲۱ شهر سئول به ثبت رسیدند، اما در ۲۷ اکتبر ۲۰۰۴، با ثبت آن‌ها به‌عنوان میراث تاریخی ملی شماره ۴۵۵ تحت عنوان «مجموعه قلعه‌های کوهستانی آچاسان»، از فهرست آثار یادبود محلی سئول خارج شدند.

## طرح کلی
این دژها، قلعه‌هایی کوچک با محیطی بین ۱۰۰ تا ۳۰۰ متر هستند که در راستای شمال به جنوب، در امتداد جاده ملی شماره ۳، پیرامون نهر جونگ‌نانگ‌چئون، کوه آچاسان، کوه یونگ‌ماسان و دیگر مناطق اطراف متمرکز شده‌اند.
با توجه به اشیای باستانی کشف‌شده در جریان کاوش‌ها و نیز شیوه‌های ساخت‌وساز به‌کاررفته در آن‌ها، مشخص است که این قلعه‌ها به دوران سه پادشاهی کره تعلق دارند.
این استحکامات، یادگارهایی ارزشمند به شمار می‌آیند که می‌توانند به روشن شدن تاریخ این دوره کمک کنند؛ به‌ویژه دوره‌ای که با ورود گوگوریو به حوضه رودخانه هان در اواخر سده پنجم آغاز شد و تا سال ۵۵۱ میلادی، زمانی که این منطقه به‌دست شیلا و بکجه افتاد، ادامه داشت.
این مجموعه شامل ده قلعه یا بیشتر، در حال حاضر متمرکزترین و گسترده‌ترین آثار باستانی وابسته به پادشاهی گوگوریو در کره جنوبی به شمار می‌رود.
از طریق کاوش‌های باستان‌شناسی انجام‌شده، ساختار و ویژگی‌های تأسیسات نظامی گوگوریو در این منطقه به‌تدریج آشکار می‌شود. انتظار می‌رود که این روند نه‌تنها به شناخت دقیق‌تر نظام دفاعی گوگوریو کمک کند، بلکه دستاوردهای ارزشمندی در زمینه‌ی باستان‌شناسی دوران گوگوریو نیز به همراه داشته باشد.

## بازیابی
- در سال ۲۰۱۰ ، مرمت قلعه چهارم آچاسان در شهر گوری به پایان رسید.
- در سال 2012 ، بازسازی Sirubongboru در شهر Guri به پایان رسید.
- در ۲۳ آوریل ۲۰۱۳ ، خندقی در قلعه شماره ۲ هونگ ریونبونگ کشف شد.

## لینک‌های خارجی
- اسرار بایگانی‌شده  در ۲۰۲۲-۱۱-۲۳ توسط Wayback Machine در «بقایای قلعه گوگوریو» در گوی-دونگ، سئول
- دهکده آهنگر گوریشی گوگوریو